# 커버링: 민권을 파괴하는 우리 사회의 보이지 않는 폭력
커버링: 민권을 파괴하는 우리 사회의 보이지 않는 폭력(원제: Covering: The Hidden Assault on Our Civil Rights)은 인종과 성에 대한 사회의 견해를 분석한 내용이며, 자서전적 일화들을 모아놓은 책이다. 저자인 켄지 요시노는 NYU 로스쿨의 헌법학 교수이다. 그는 2002년 예일 로 저널(Yale Law Journal)에 '커버링'이라는 제목의 기사를 썼지만 법적 선언문과 시적 회고록을 사용하여 커버링 주제에 대해 더 자세히 설명했다. 이 책의 서문에서는 덮는다는 것의 의미를 다음과 같이 설명하고 있다.
누구나 커버링을 한다. 커버링이란 주류에 부합하도록 남들이 선호하지 않는 정체성의 표현을 자제하는 것이다. 점점 다양화하는 사회에서 우리는 모두 어느 정도 주류에서 벗어나 있다. 하지만 사회생활을 하다 보면 주류로 보여야 하는 경우가 많다. 지금 이 책을 읽는 독자들도 의식적으로든 무의식적으로든 커버링을 해 왔고, 개인적으로 큰 희생을 감수한 적도 있을 것이다.

## 가려지지 않은 자아
요시노는 책의 후반부에서 다루는 더 큰 사회적 문제를 구성하는 데 도움이 되는 개인적인 일화를 공유한다. 그는 "정상적인" 성생활에 대한 아이디어와 개념을 탐구하는데, 대부분의 갈등은 청소년과 대학생 시절에 발생했다. 자신의 정체성을 받아들이고 포용하려는 그의 내적 갈등이 커버링의 시작을 알렸다. 그 후 동료가 그에게 "동성애 전문가"가 아닌 "전문적인 동성애자"가 되라고 경고하자 요시노는 다양한 정체성을 숨기는 개념에 대해 생각하기 시작한다.
요시노는 이어서 "커버링"이라는 개념을 소개하며 다음과 같이 설명한다.
새로운 세대의 차별은 집단 전체가 아니라, 주류 규범에 동화되지 못한 그 집단의 일부를 겨냥한다. 이 새로운 형태의 차별은 소수자인 사람이 아니라 소수자의 문화를 표적으로 한다. 외부자들은 내부자들처럼 행동할 때만 받아들여진다. 그러니까 우리는 커버링할 때만 받아들여지는 것이다. 커버링 요구는 우리 시대의 민권 이슈이다. 이것은 우리 사회의 가장 취약한 시민들에게 상처를 줄 뿐만 아니라 가장 소중한 책무를 망친다. 만약 인종 차별에 대한 책무가 모든 인종에 대한 평등한 존중임을 믿는다면, 소수 인종 중 역사적으로 백인의 규범이라는 것을 따르는 사람들만 보호해서는 이 책무를 충족시킨다고 할 수 없다.
1. ↑  켄지 요시노, 9쪽
2. ↑  켄지 요시노, 44쪽